# Propalaeotherium
Propalaeotherium is een geslacht van uitgestorven paardachtigen uit het Vroeg-Eoceen.

## Beschrijving
Leden van Propalaeotherium werden ongeveer dertig tot zestig centimeter lang en tien kilogram zwaar. Ze hadden geen hoeven, zoals andere Equidae-leden, maar een aantal tenen.
Ze waren herbivoor. Uit een aantal fossielen, gevonden in Groeve Messel, kon worden opgemaakt dat ze bessen aten, die op de grond gevonden werden.

## Soorten
- Propalaeotherium hassiacum
- Propalaeotherium isselanum
- Propalaeotherium sinense
- Propalaeotherium voigti

## Trivia
- Propalaeotherium komt voor in Walking with Beasts waar het een prooi is voor Gastornis en Ambulocetus.